# Paesaggio culturale del caffè della Colombia
Il paesaggio culturale del caffè della Colombia sono un sito patrimonio dell'umanità dell'UNESCO della Colombia e fanno parte della regione colombiana di Paisa nell'area rurale della Colombia. Sono famosi per la coltivazione e la produzione della maggior parte del caffè colombiano. Ci sono quattro dipartimenti nella zona: Caldas, Quindío, Risaralda e Tolima. Le città più visitate sono Manizales, Armenia, Pereira e Ibagué.

## Storia del caffè
Il caffè è stato inizialmente coltivato commercialmente in Colombia a Salazar de Las Palmas, a nord di Santander, e nel corso del XX secolo è diventato la principale merce di esportazione della Colombia. Quando il caffè è stato introdotto per la prima volta nel paese, i politici hanno cercato di spingere la coltivazione dei chicchi di caffè, ma hanno incontrato la resistenza della gente perché sono necessari circa 5 anni per ottenere il primo raccolto del chicco. Nel 1999 i ricavi del caffè rappresentavano il 3,7% del prodotto interno lordo (PIL) e il 37% dell'occupazione agricola del paese. I principali dipartimenti produttori di caffè sono: Nariño, Norte de Santander, Antioquia, Valle del Cauca, Huila, Tolima, Caldas, Risaralda, Quindio e Cundinamarca.
L'area compresa tra i dipartimenti di Caldas, Risaralda, Quindío e Tolima è conosciuta come "zona del caffè" a causa del grande sviluppo sperimentato dalla coltivazione di questo prodotto. Questa regione è stata fortemente colpita da un terremoto di magnitudo 6.4 della scala Richter, il 25 gennaio 1999, ma successivamente l'economia della regione si è ripresa rapidamente.

## Panoramica
Condizioni meteorologiche (da 8 °C a 24 °C), geografiche (Foresta andina) e geologiche, determinano la produzione di un caffè di alta qualità, con periodi di raccolta relativamente brevi. Gli agricoltori della zona hanno sviluppato tecniche per la coltivazione, la raccolta e la lavorazione del grano, tutto fatto "grano per grano", e hanno mantenuto questa forma di industria di trasformazione nonostante le nuove tecniche di industrializzazione agricola di massa.
La famosa icona pubblicitaria "Juan Valdez" rappresentata da un contadino "Paisa" che indossa sombrero antioqueño e poncho, accompagnato da un mulo, è diventato un trionfo della comunicazione pubblicitaria. Juan Valdez è stato considerato negli Stati Uniti come l'immagine pubblicitaria di maggior richiamo tra gli abitanti di quel paese nell'anno 2005.

## Sito patrimonio dell'umanità "Paesaggio culturale del caffè della Colombia"
Diciotto insediamenti urbani in sei siti, all'interno dell' "asse del caffè" e che si estendono verso sud nel dipartimento della Valle del Cauca, sono stati iscritti nella lista del patrimonio dell'umanità dell'UNESCO nel 2011, come Paesaggio culturale del caffè della Colombia. Questi siti sono rappresentativi dell'intero asse del caffè, conservando molteplici forme diverse di coltivazione del caffè tradizionale, oltre alla cultura della regione e alle location di numerose feste popolari uniche. Il sito patrimonio dell'umanità è composto da molti dei centri urbani all'interno della regione, tra cui Armenia, Calarcá, Salamina, Pereira e Riosucio, nonché da città più piccole e dalle circostanti coltivazioni di caffè rurali.

## Attrazioni turistiche

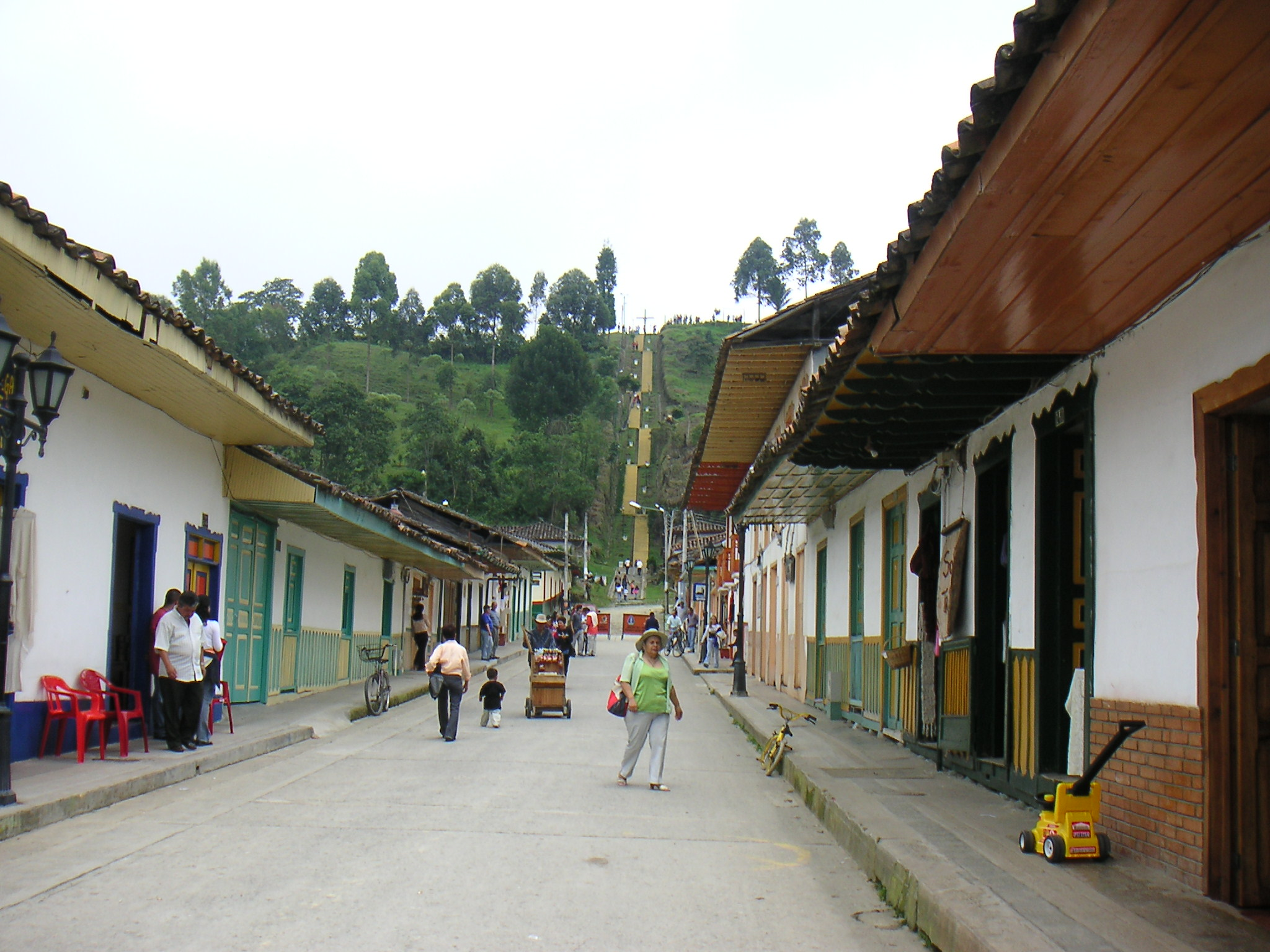
Salento, una piccola città nella Colombia rurale, è diventata una delle principali destinazioni turistiche dell'asse dei coltivatori di caffè.

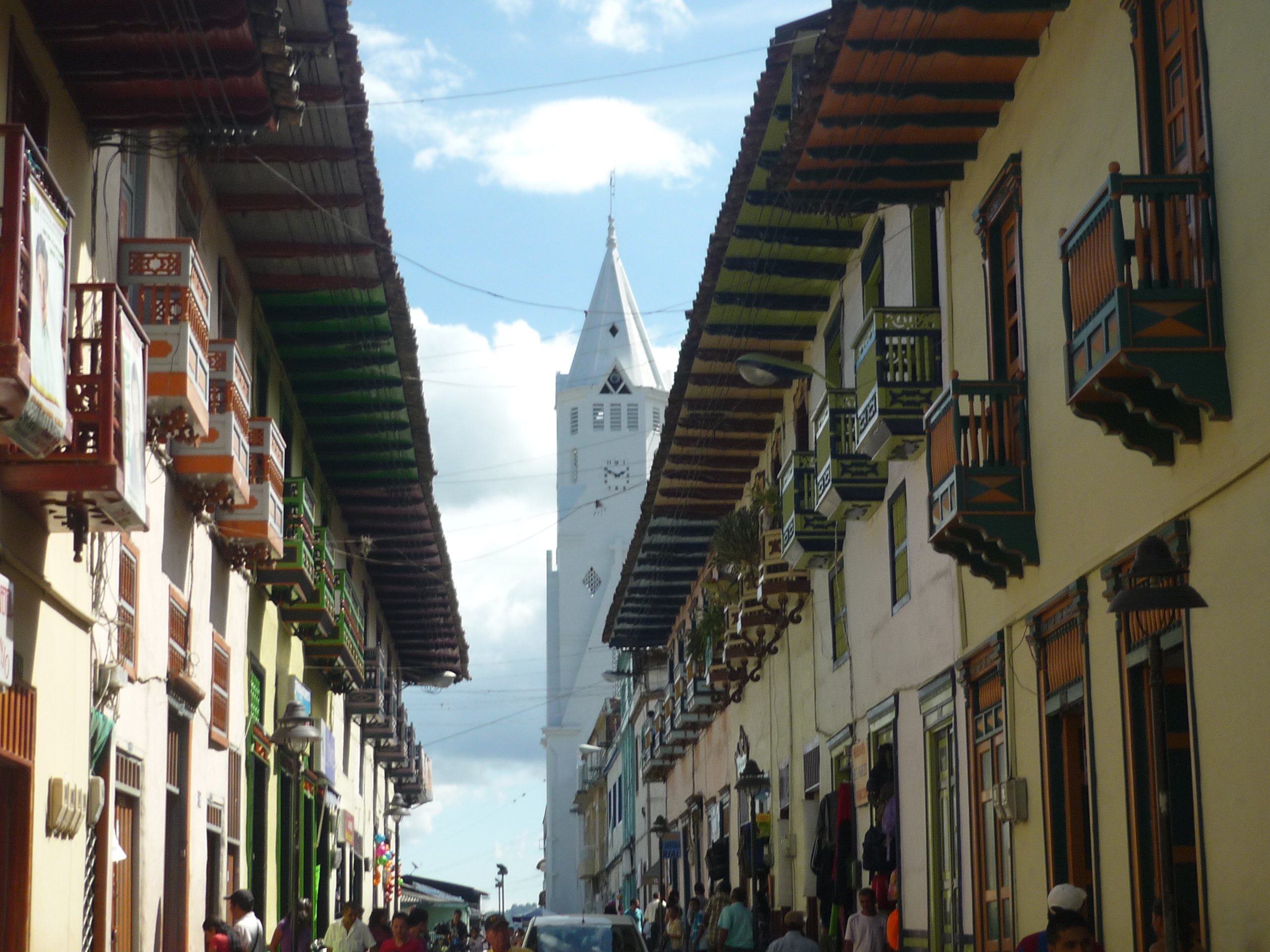
Balconi in via Real a Santuario, Risaralda.

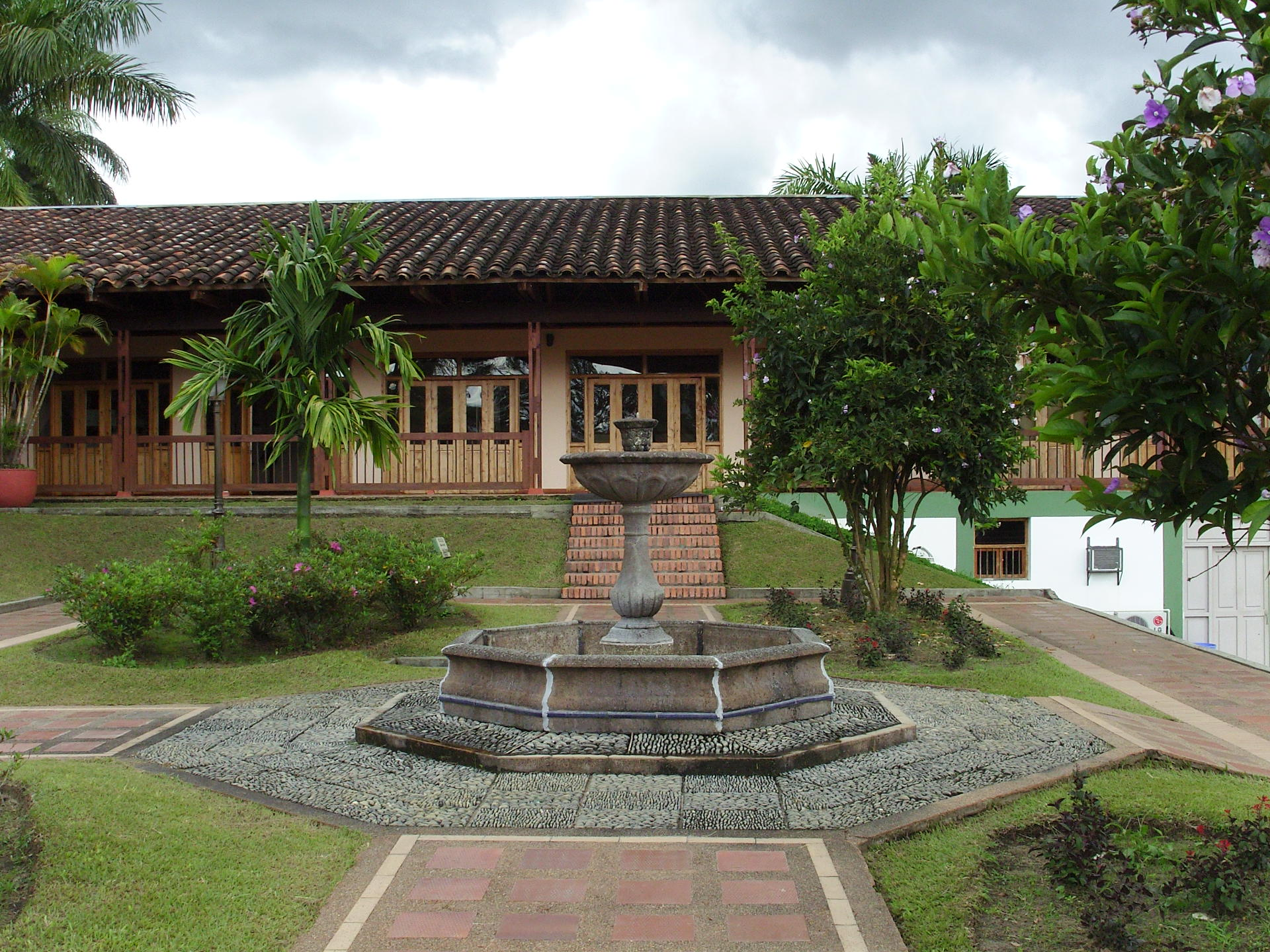
Parco nazionale del caffè colombiano

La regione ha sviluppato importanti parchi a tema come il Parco nazionale del caffè colombiano situato nella città del Montenegro nel dipartimento di Quindío. Nella zona si trova anche il Museo della Cultura del Caffè, che mostra il processo dalla produzione del grano all'assaggio di un caffè tradizionale colombiano. Questo museo, come tutti gli altri parchi a tema, sono repliche della città coloniale, dove i turisti si godono spettacoli di danza e musica tradizionale, viste panoramiche, dalla funivia, del paesaggio lussureggiante e diverse giostre.
Un altro parco a tema unico in Colombia è il Parco nazionale della cultura e dell'agricoltura - (Panaca), anch'esso situato nel Comune di Quimbaya nel Quindio. La sua caratteristica fondamentale è che, a differenza degli zoo, i visitatori sono immersi in un contatto personale e diretto con gli animali della fattoria e godono anche di attività ed eventi programmati con gli stessi.
Altre attrazioni della zona includono:
- Giardino botanico dell'Università di Pereira - uno dei più grandi in Colombia come l'unico elencato dalla BGCI come naturale o Sivestre, ma anche per essere una delle orchidee del mondo.
- Santuario, è uno dei paesi più caratteristici della regione ed è noto per l'architettura e le strade della sua tradizione "paisa". È vicino a PNN Tatamá.
- Thermal Santa Rosa de Cabal, una Spa per fare il bagno nelle sorgenti termali e diverse attività per il relax e la cura del corpo.
- Rafting sul Rio la Vieja - in canoa sul Rio La Vieja al confine tra i dipartimenti di Valle del Cauca e Quindío, dalla città di Quimbaya.
- Sport estremi - gli operatori turistici della regione offrono, tra gli altri sport, il kayak sul fiume Barragan, il parapendio a Calarcá.
- Cocora Valley - a Salento, sede dell'albero nazionale Palma cera, uno dei punti più belli intorno all'asse del caffè uno dei punti di ingresso al Parco Naturale Nazionale Los Nevados dove ci sono anche luoghi di soggiorno e campeggi.
- Giardino botanico di Quindío, situato nella città di Calarcá, dove si possono anche vedere le farfalle con la più grande mostra del genere del paese.

## Gastronomia
Di seguito, senza un ordine particolare, sono elencati 15 pasti tradizionali dell'asse del caffè:

### Bandeja Paisa - pranzo
La Bandeja Paisa si trova in quasi tutti i ristoranti in Colombia ed è il piatto nazionale colombiano, se non un'icona nazionale. Originaria della zona colombiana del caffè, ma ora disponibile quasi ovunque, la Bandeja Paisa è un pasto molto abbondante. Contiene carne macinata (a volte bistecca), chicharrón (pancetta di maiale), chorizo, patacone (banana in una spessa frittella), avocado, arepa (focaccia fatta con farina di mais), frijoles (fagioli) e riso.

### Mondongo - pranzo
Il mondongo è una zuppa tradizionale colombiana, molto abbondante, che contiene un po' di tutto. La base è costituita da dadini di trippa, a cui vengono aggiunte diverse verdure come piselli, carote, cipolle, patate, pomodori, insieme ad aglio, coriandolo e pollo, manzo e/o maiale.

### Ajiaco - pranzo
Probabilmente presente in quasi tutti i ristoranti, come la Bandeja Paisa, l'Ajiaco è un altro piatto molto abbondante e popolare della zona del caffè. Una zuppa a base di patate e pollo, di solito è accompagnata da avocado, pannocchie di mais, capperi e, naturalmente, un po' di panna acida spruzzata sopra.

### Sancocho - pranzo
Un altro cibo tradizionale che si trova nell'Eje Cafetero (zona del caffè della Colombia) è la zuppa densa di Sancocho. Anche molto abbondante, come lo sono molti piatti colombiani, il sancocho ha molti componenti ed è generalmente realizzato con una base di pollo, manzo e/o maiale (a volte tutti e tre). Ad essi sono aggiunti molti altri ingredienti come patate, yucca, banana, mais, cipolla, carota, coriandolo, cumino, e talvolta anche cavoli e/o peperoni. Oltre a tutti questi ingredienti, la zuppa viene spesso servita anche con avocado, riso e salsa piccante.

### Lechona - pranzo / cena
Il maiale è molto popolare in tutta la Colombia. Un piatto molto apprezzato, specialmente nelle grandi riunioni, è il maialino da latte. Questo piatto consiste in un maiale intero disossato arrostito e farcito con riso, piselli, cipolle, aglio, cumino, carne di maiale tritata e fatta sobbollire per circa 10-12 ore. In genere viene servito con un contorno di patate o un'arepa (vedi sotto).

### Fagioli - colazione/pranzo/contorno
Piatto robusto a base di fagioli borlotti o rossi. I fagioli sono tipicamente cotti con pezzi di maiale o garretti di maiale, carote, mais, piantaggine e talvolta anche pancetta. In genere questo piatto viene servito anche con riso e avocado. È spesso usato come complemento ed è sempre incluso nel pasto di Bandeja Paisa.

### Tamale - colazione / pranzo / cena
I tamale si trovano in tutta la Colombia e con diverse varianti dello stesso piatto all'interno di ogni regione. Sebbene la presentazione possa variare anche a seconda della regione, un tamale è sempre avvolto in foglie di banana e cotto a vapore. Gli ingredienti base che troverete, nei tamale della zona del caffè, sono maiale e/o pollo, riso, piselli, patate e farina di mais giallo precotta.

### Lenticchie - pranzo
Lenteja (zuppa di lenticchie) è un alimento standard in molte cucine colombiane ed è probabilmente uno dei più semplici da preparare. Anche se ha delle varianti, il metodo di base è mettere a bagno le lenticchie per un paio d'ore prima di aggiungere cipolla, aglio e talvolta carote tritate o grattugiate. Viene poi servito con avocado, riso, pomodoro e banana dolce.

### Zuppa di costine - colazione / pranzo
È conosciuta in tutta la Colombia come una delle migliori cure per i postumi di una sbornia. Il Caldo de costilla (zuppa di manzo) viene spesso consumato a colazione e servito con riso, avocado e salsa piccante. Gli ingredienti principali del Caldo de Costilla sono costine di manzo, patate, carote ed erbe aromatiche.

### Patacone - snack/contorno
Il patacone è un contorno semplice che può accompagnare quasi tutti i pasti. Viene semplicemente realizzato con piantaggine verde pressata, in una spessa frittella, e poi fritta. Viene spesso servito come spuntino con guacamole o salsa di pomodoro alle feste o come antipasto al ristorante.

### Empanada - snack / cibo di strada
Disponibili in quasi ogni angolo di strada e in molti ristoranti, le empanada sono un impasto fatto con un misto di carne tritata, di maiale, manzo o pollo. Le patate vengono poi aggiunte e avvolte in una pastella di farina di mais prima di friggerle. Di solito viene servito con una o più salse piccanti e spesso in occasione di grandi riunioni di famiglia.

### Arepa - antipasto / street food
Disponibile in tutta la Colombia, l'Arepa è un tipo di focaccia fatta con farina di mais. Viene grigliata e servita calda con burro e/o formaggio. Spesso usata come contorno per colazione, con uova, pranzo o cena, è anche popolare ordinare una cioccolata calda con un'arepa al formaggio in qualsiasi momento della giornata.

### Arepa de Choclo - colazione / spuntino / cibo di strada
Questo è fondamentalmente il massimo delle arepa colombiane. Si parte da una spessa arepa imburrata e grigliata aggiungendo un grosso pezzo di formaggio bianco fresco sopra o all'interno. Viene spesso servito con una cioccolata calda o un "tintico" (caffè nero) a colazione o come spuntino.

### Buñuelo - colazione / spuntino / cibo di strada
Sono palline fritte composte da un impasto di farina di mais e formaggio bianco colombiano. Popolari tutto l'anno (soprattutto a Natale) e generalmente accompagnate da una buona tazza di caffè colombiano, vanno servite calde e appena tolte dalla friggitrice.

### Mazamorra - dessert / bevanda / contorno / snack
La mazamorra è un cibo o bevanda. La base di questo piatto è il mais, che viene messo a bagno e cotto lentamente in acqua fino a renderlo molto morbido. Durante la cottura, il liquido viene spesso spruzzato con la panela. Una volta raffreddato, questo piatto molto rinfrescante e cremoso, che include il mais, è pronto per essere servito con l'aggiunta di pezzi di panela. Viene spesso servito con "bocadillo" (un dolce gelatinoso a base di pasta di guava) e latte extra.
Il Claro è una bevanda fresca molto dissetante creata appositamente per coloro che non vogliono mangiare il mais che è incluso nella mazamorra. Basta rimuovere il mais, aggiungere un tocco di panela macinato e la bevanda è pronta per essere consumata.

## Principali centri urbani
- Pereira, Dipartimento di Risaraldada
- Armenia, Dipartimento di Quindíoo
- Manizales, dipartimento di Caldas
- Ibagué, Dipartimento di Tolimalima

## Turismo
Le escursioni turistiche offrono trekking in alcune delle migliori terre coltivate a caffè della Colombia e alla palma nativa del paese, la palma di cera, che cresce fino a 60 metri di altezza.

## Galleria dei parchi nazionali del caffè

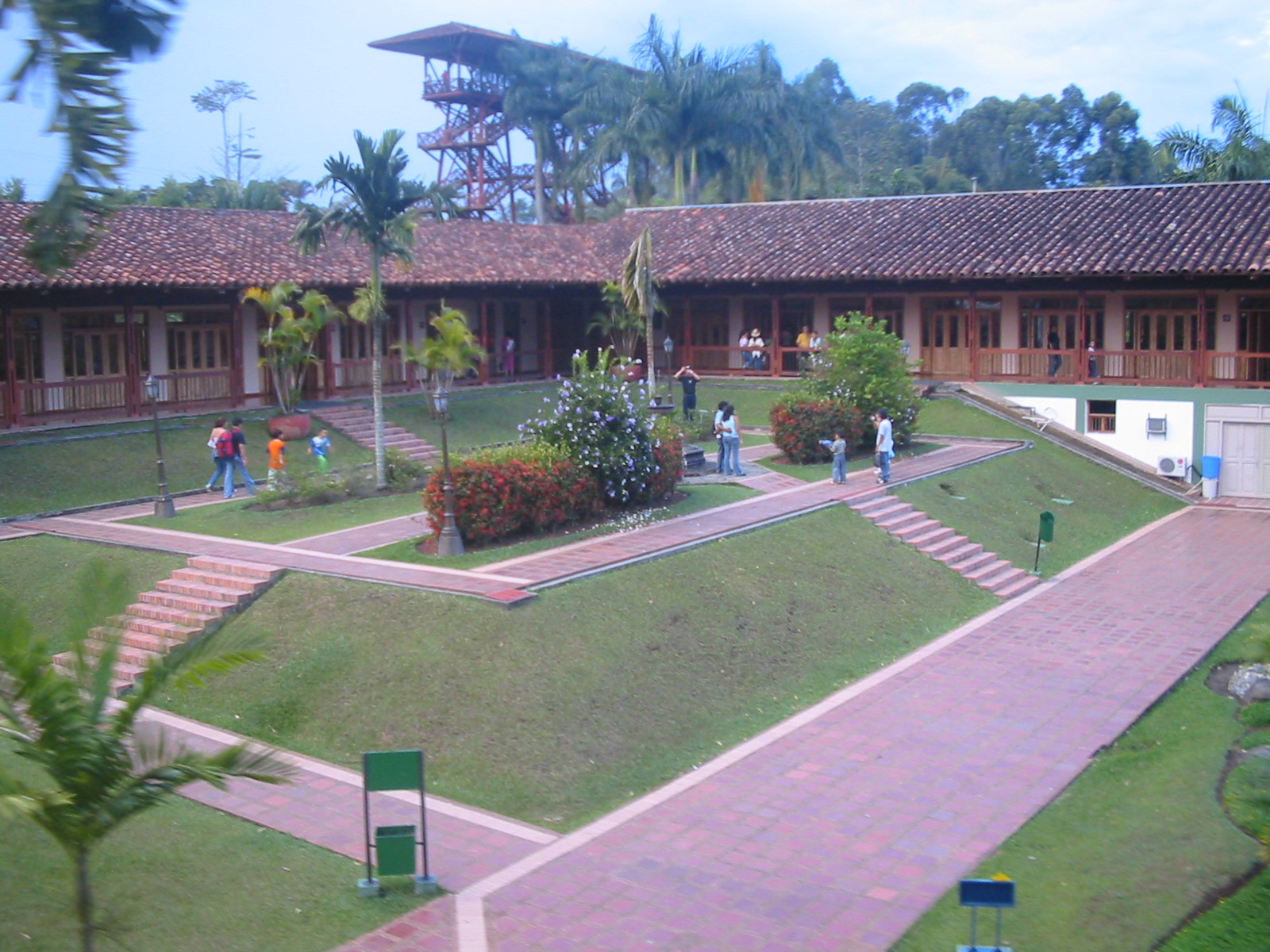
Museo del processo di lavorazione del caffè
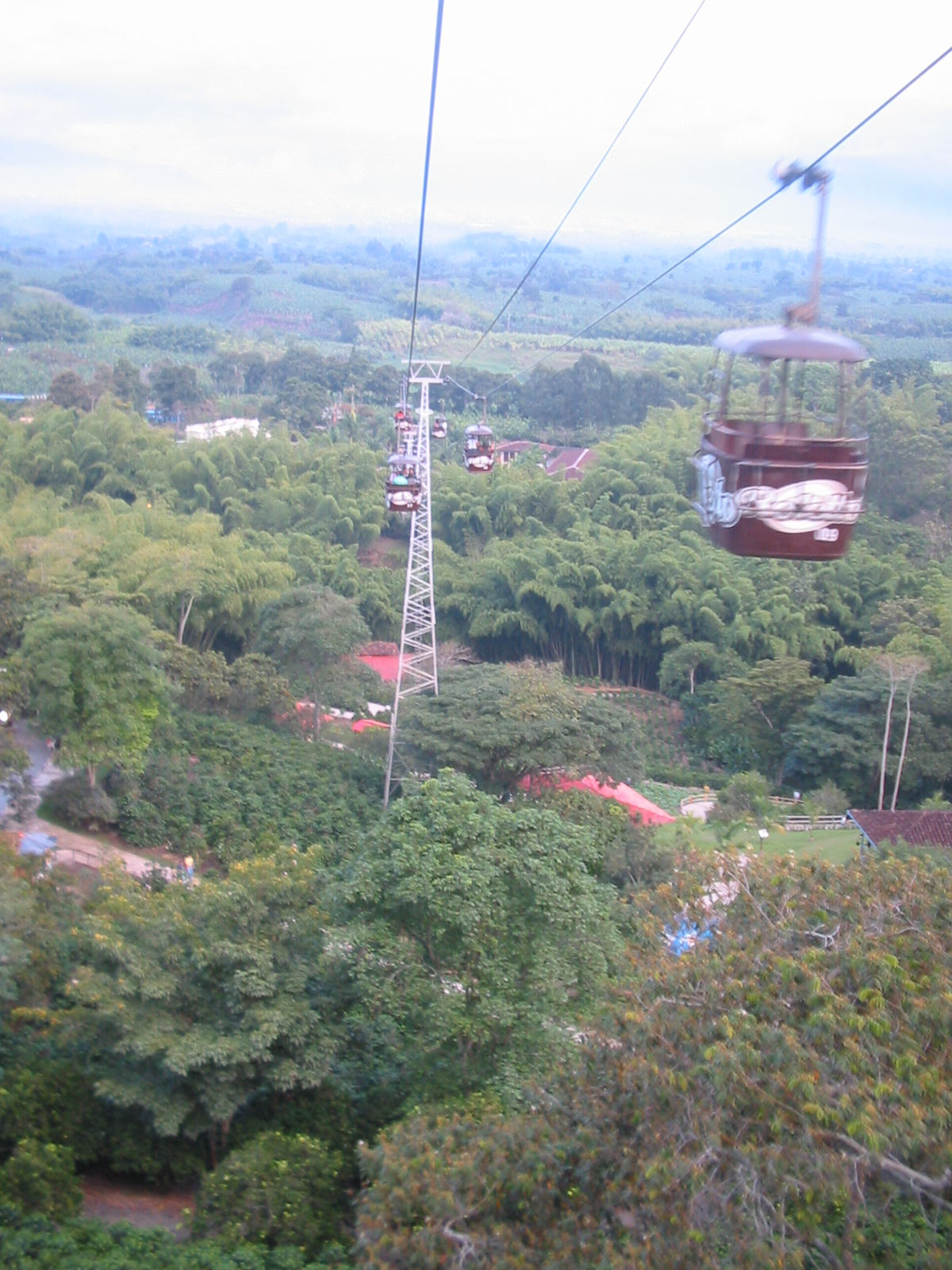
Cabinovia panoramica
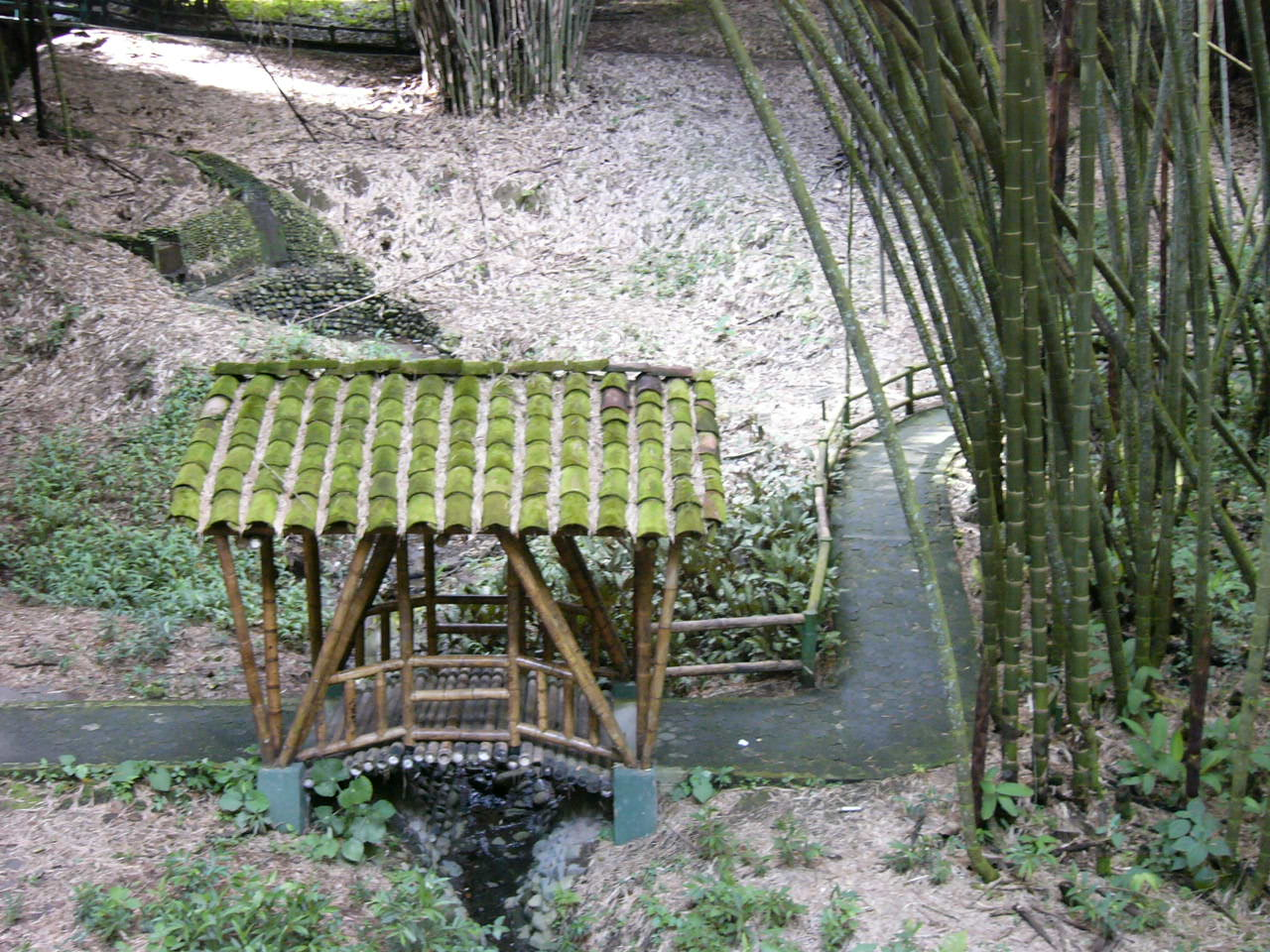
Foresta di bamboo
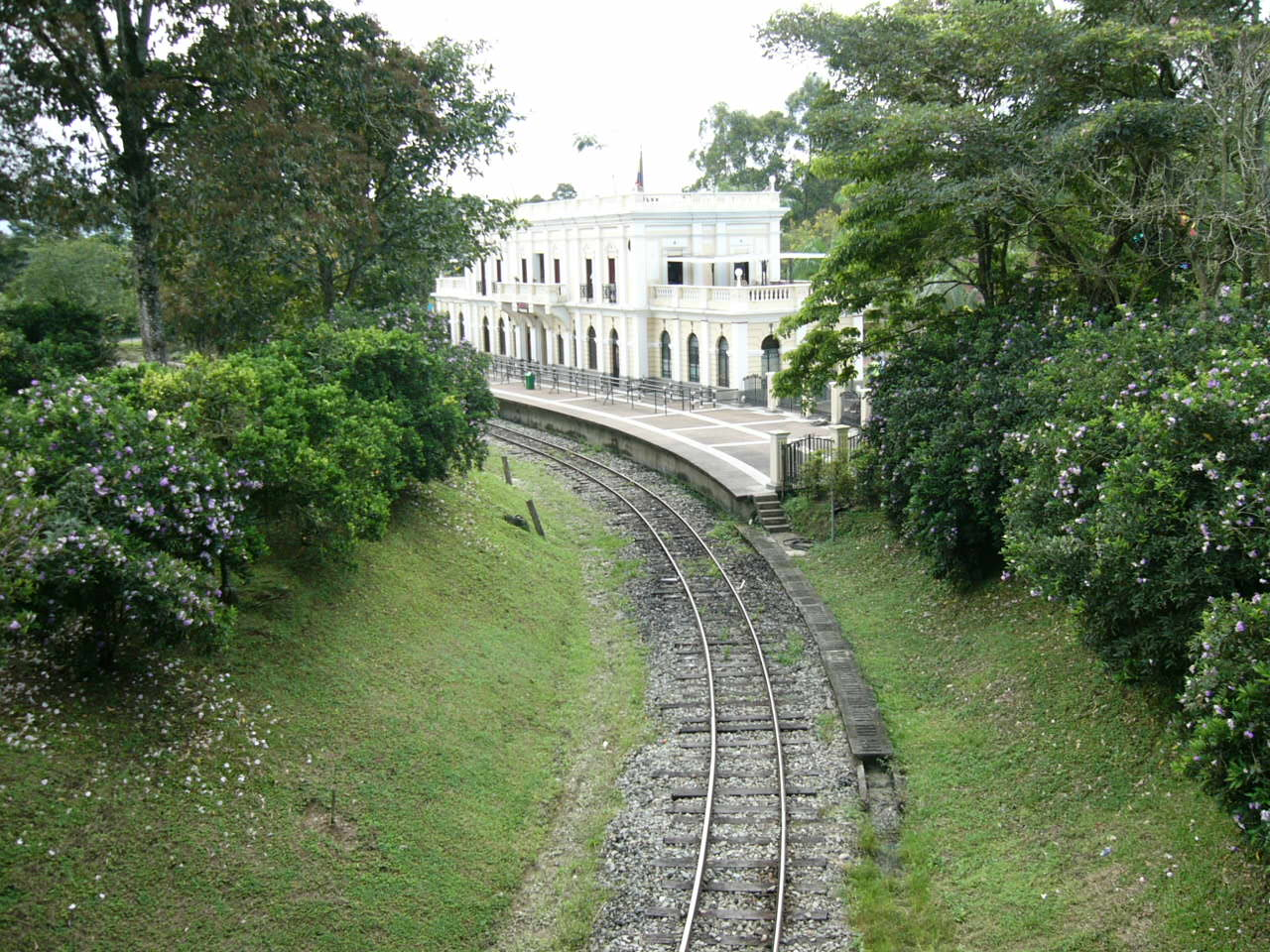
Stazione della ferrovia di Antioquia
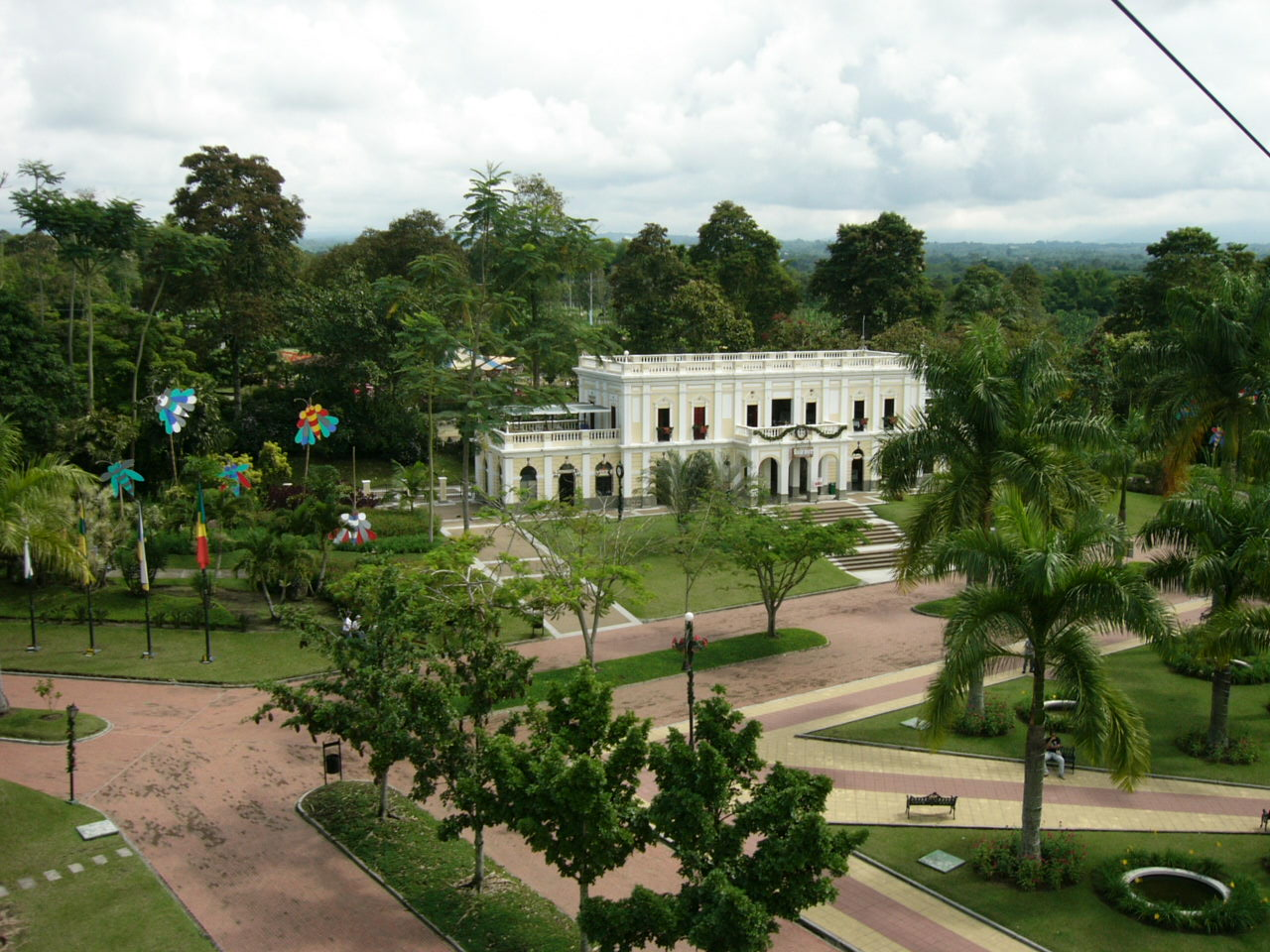
Stazione ferroviaria
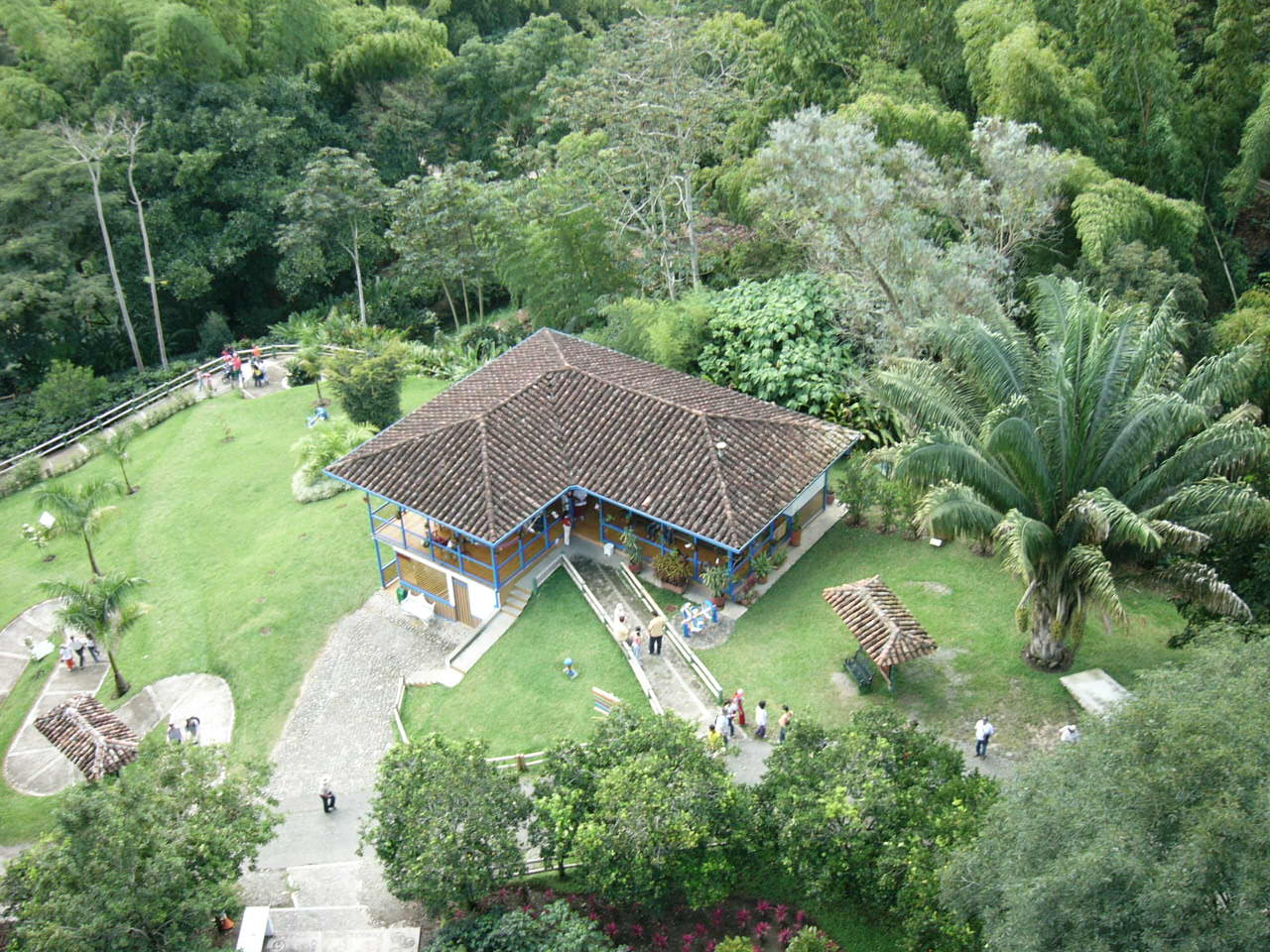
Vista aerea
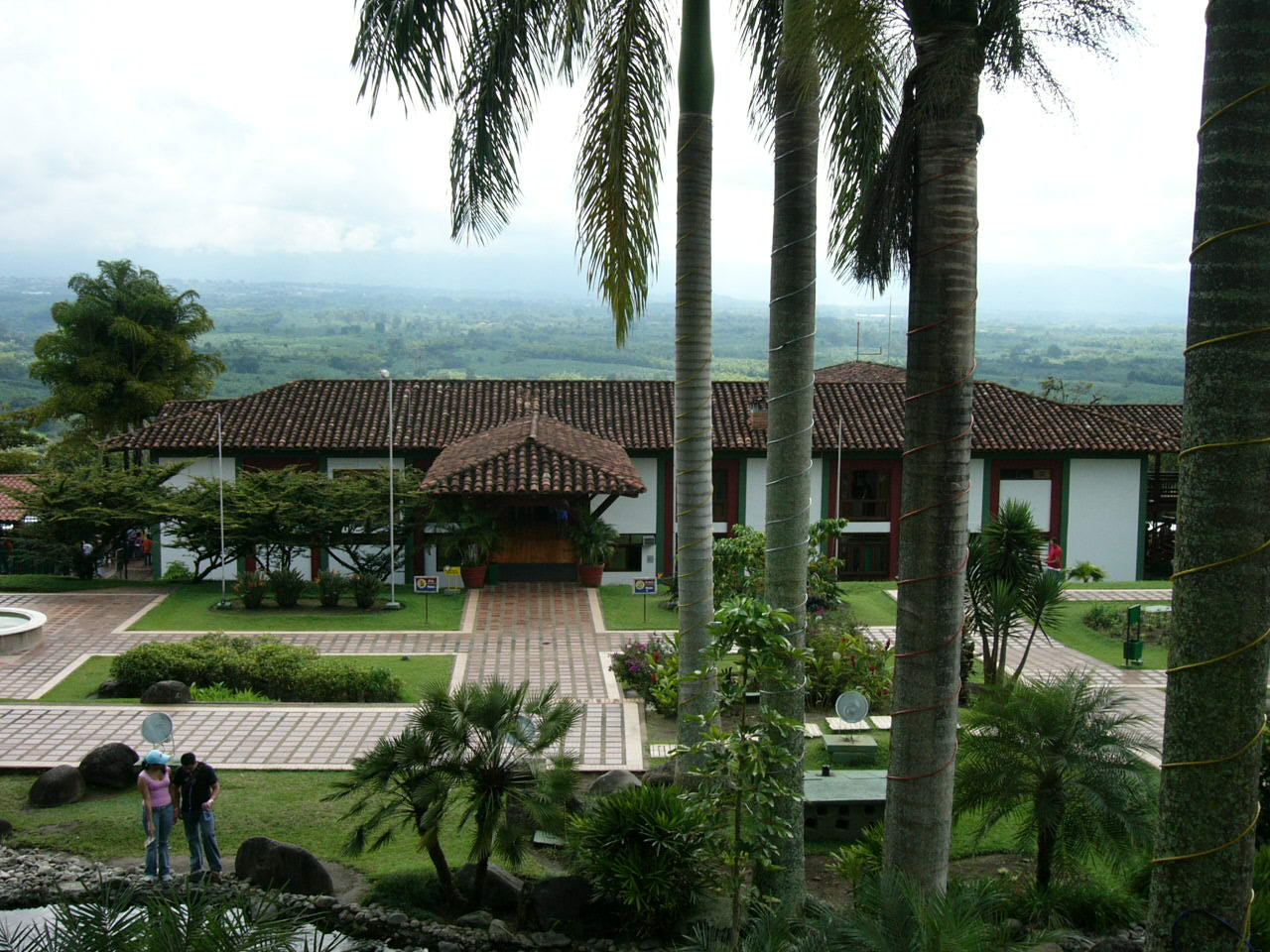
Museo del caffè
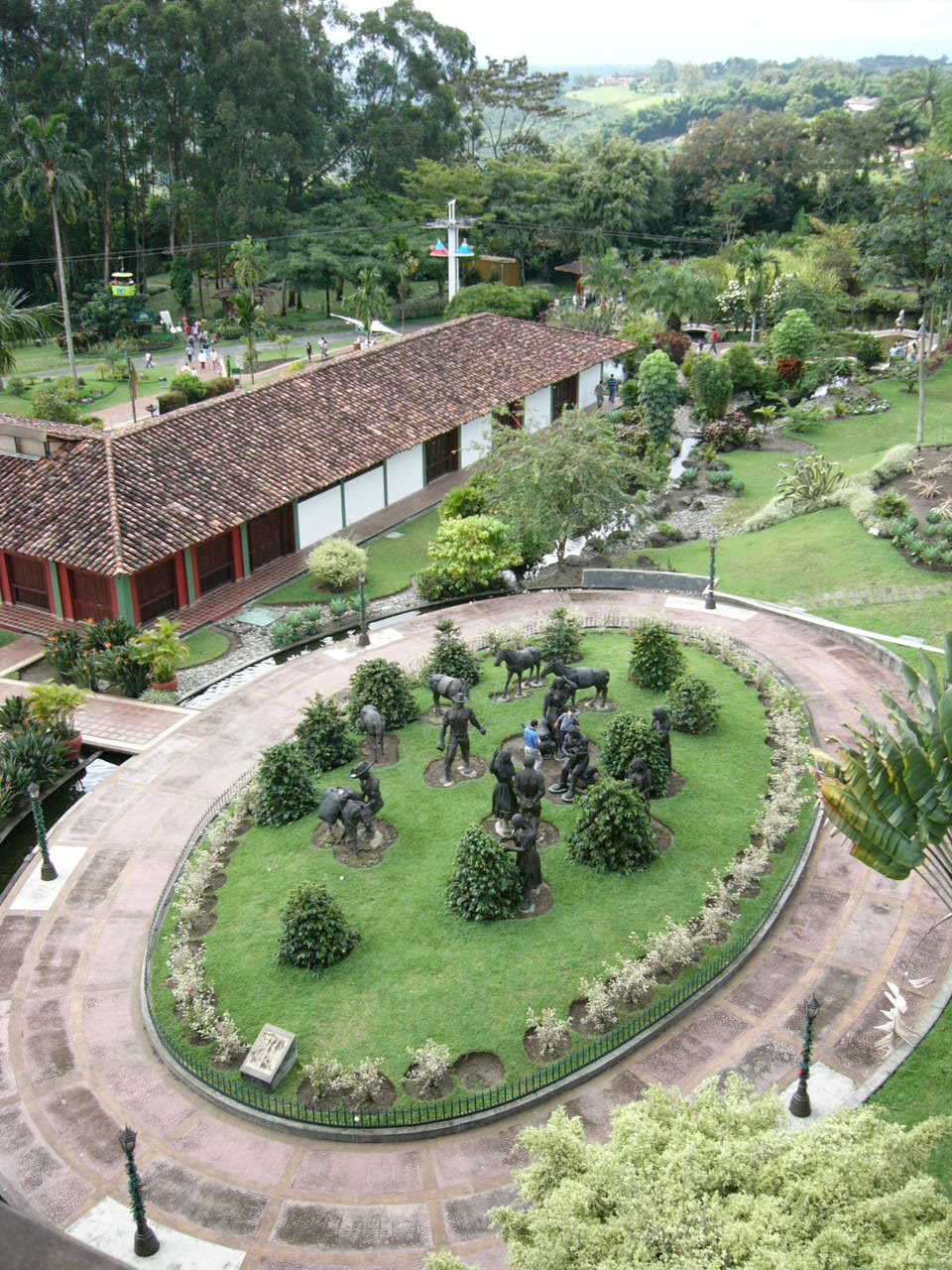
Vista aerea